# Thomas Süss
Thomas Süss (* 8. April 1962 in Rheinfelden) ist ein ehemaliger deutscher Fußballspieler.

## Karriere
Süss begann seine Karriere beim südbadischen VfR Rheinfelden und spielte danach beim FC Nordstern Basel in der Nationalliga A und B in der Schweiz. Von Nordstern wechselte er 1983 zum FC Basel in die Nationalliga A. Es kamen noch der neue Trainer Ernst August Künnecke vom FC Waterschei aus Belgien und die Spieler René Botteron, Uwe Dreher und Martin Andermatt. Heraus kam aber lediglich der neunte Rang in der Runde 1983/84. In seinem dritten und vierten Jahr beim FC Basel lernte er von dem zurückgekehrten Helmut Benthaus dessen Trainerarbeit kennen und die Qualitäten des Neuzugangs Gerd Strack vom 1. FC Köln und des Nachwuchsspielers Adrian Knup.
In 1987 unterschrieb er einen Vertrag beim Bundesligisten Karlsruher SC. Am ersten Spieltag, den 1. August 1987, debütierte Süss beim Heimspiel gegen den 1. FC Köln in der Fußball-Bundesliga. Er bildete beim 1:1-Remis gegen die Kölner Offensivkräfte Flemming Povlsen, Thomas Häßler, Thomas Allofs und Tony Woodcock zusammen mit Srećko Bogdan, Oliver Kreuzer, Karl-Heinz Wöhrlin und Wolfgang Trapp die KSC-Defensive. In vier Spielzeiten beim KSC bestritt der Verteidiger 109 Erstligaspiele (sechs Tore). Am 15. Juni 1991, dem letzten Spieltag der Runde 1990/91, absolvierte der Defensivakteur sein letztes Pflichtspiel für den Karlsruher SC (2:2 beim Hamburger SV). 1991 wechselte er zum Oberligisten SV Wehen. 1994/95 spielte er mit Wehen in der neugegründeten Regionalliga Süd und danach wieder in der Oberliga Hessen, die nun viertklassig war. 1996 verließ er den Verein.

### Statistik
| Liga         | Spiele (Tore) |
| ------------ | ------------- |
| Bundesliga   | 109 (6)       |
| Regionalliga | 028 (0)       |
| Wettbewerb   |               |
| DFB-Pokal    | 010 (1)       |